# Ellajåkka
De Ellajåkka (Ellajohka) is een bergbeek die stroomt binnen de Zweedse  gemeente Kiruna. De rivier stroomt zuidwaarts en levert haar water in bij de Pulsurivier. Ze is circa 10 kilometer lang.
Afwatering: Ellajåkka → Pulsurivier → Lainiorivier → Torne → Botnische Golf